# Anotylus insecatus
Anotylus insecatus är en skalbaggsart som först beskrevs av Johann Ludwig Christian Gravenhorst 1806.  Anotylus insecatus ingår i släktet Anotylus och familjen kortvingar. Arten är reproducerande i Sverige. Inga underarter finns listade i Catalogue of Life.